# Trocka (stacja metra)
Trocka – stacja linii M2 metra w Warszawie, znajdująca się w dzielnicy Targówek w pobliżu skrzyżowania ul. Trockiej z ul. Pratulińską.
29 października 2015 wybrano jej wykonawcę, 16 lutego 2016 stacja otrzymała pozwolenie na budowę, a 11 marca 2016 podpisano umowę na jej realizację. Stacja została otwarta 15 września 2019.

## Historia

### Projekt
26 listopada 2011 ogłoszono konkurs na wykonanie koncepcji architektoniczno-budowlanej I etapu odcinka zachodniego i wschodniego-północnego II linii warszawskiego metra. 25 czerwca 2012 został on rozstrzygnięty, a 21 września 2012 podpisano umowy ze zwycięzcami. Zadanie zaprojektowania 3 stacji na odcinku wschodnim-północnym otrzymało przedsiębiorstwo ILF Consulting Engineers Polska. Stacja nosiła wówczas oznaczenie C18 oraz roboczą nazwę Targówek II, mimo że w 2010 Zespół Nazewnictwa Miejskiego proponował dla obiektu nazwę Targówek Północny.
8 marca 2015 został uruchomiony centralny odcinek linii metra M2 w Warszawie. Wcześniej, bo 15 października 2014, gdy odcinek centralny był w trakcie odbiorów, ogłoszono przetarg na jego wydłużenie o 3 stacje z każdej strony. 10 sierpnia 2015 otwarto oferty złożone w postępowaniu na rozbudowę „3+3”, a 29 października Metro Warszawskie dokonało wyboru wykonawców odcinka zachodniego i wschodniego-północnego. Na wykonawcę stacji, której nazwę zmieniono wówczas na Trocka, zostało wybrane przedsiębiorstwo Astaldi. W lutym 2016 Zespół Nazewnictwa Miejskiego zaproponował zmianę nazwy stacji na Targówek-Trocka.

### Budowa

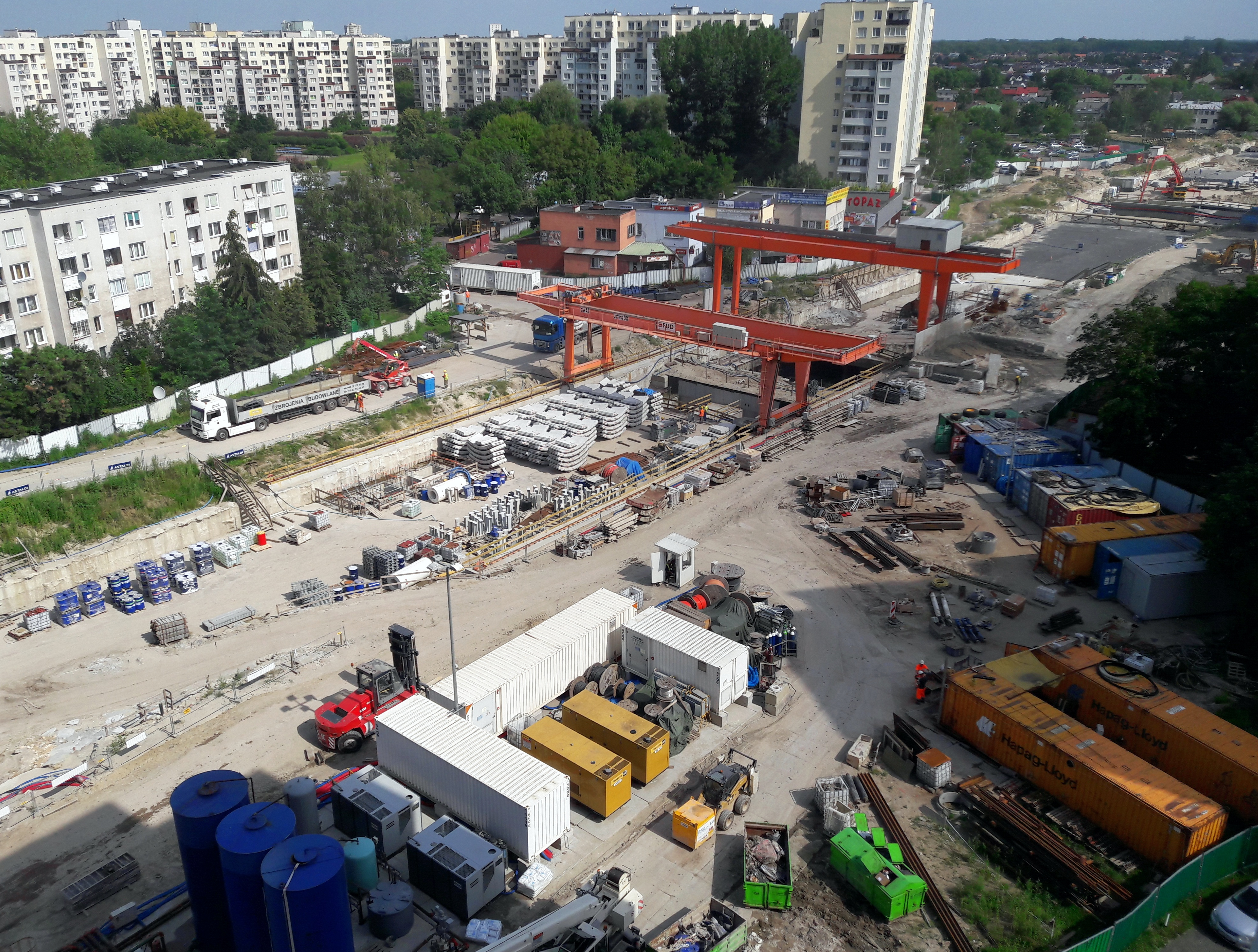
Plac budowy w sierpniu 2017

16 lutego 2016 wydane zostały pierwsze dwa pozwolenia na budowę dla rozbudowy „3+3”, z których jedno dotyczyło stacji C18 Trocka wraz z torami odstawczymi. 8 marca pozwolenie na budowę otrzymała również wentylatornia V18, a 11 marca podpisana została umowa na realizację tych obiektów. Zgodnie z jej zapisami budowa powinna zakończyć się 11 maja 2019. Wówczas zapowiedziano również, że prace nad całym nowym odcinkiem zostaną rozpoczęte w przeciągu 30 dni od tej stacji. Pod koniec marca rozpoczęto przygotowania do budowy w pobliżu przyszłej lokalizacji stacji nowych pawilonów, do których miał zostać przeniesiony bazar funkcjonujący na przyszłym terenie budowy stacji. Wtedy także wykonawca poinformował, że prace w terenie rozpoczną się w pierwszych dniach maja. 30 marca przekazano wykonawcy teren pod budowę wentylatorni szlakowej V18, a w nocy z 1 na 2 maja zamknięto ulice, pod którymi znajdować się będzie stacja.
W maju 2016 rozpoczęto przebudowę instalacji podziemnych kolidujących z budową stacji, a w czerwcu kontynuowano te prace oraz dodatkowo zakończono demontaż latarni ulicznych i wycinkę drzew. Pod koniec czerwca rozpoczęto realizację wykopu wstępnego pod budowę stacji. W lipcu zakończono prace przy gazociągach, wykonano część wykopu wstępnego i murków prowadzących do ścian szczelinowych oraz uzyskano docelowe zasilanie placu budowy. W sierpniu zakończono przebudowę sieci elektrycznych, oświetlono plac budowy i tereny sąsiadujące, ukończono murki prowadzące w części stacyjnej i przystąpiono do wykonywania ścian szczelinowych. We wrześniu m.in. kontynuowano prace przy sieciach podziemnych, trwały przygotowania do wykonania stropu zewnętrznego oraz budowano pawilon informacyjny.
15 listopada 2016 na budowie stacji, w obecności władz miasta i dzielnicy oraz przedstawicieli wykonawcy i metra, wmurowano kamień węgielny z kapsułą, w której umieszczono akt erekcyjny oraz przesłanie dla przyszłych pokoleń. Wówczas wykonanych było około 70 m stropu oraz większość ścian szczelinowych w miejscu peronu. W grudniu ukończono wykonywanie ścian szczelinowych i baret części stacyjnej oraz wykop wstępny stacji, rozpoczęto zaś prace przy ścianach szczelinowych i baretach torów odstawczych.
Pod koniec stycznia 2017 na budowie stacji trwały prace podstropowe na poziomie -1 nad przyszłą halą odpraw. Wówczas wykonawca określił, że konstrukcja obiektu jest wykonana niemal w połowie. Wtedy zakładano również, że wiosną na teren budowy zostaną przywiezione i do czerwca złożone tarcze TBM oraz że drążenie tuneli szlakowych od stacji Trocka zostanie rozpoczęte w wakacje tego roku. W lutym m.in. ukończono strop pośredni stacji. W nocy z 23 na 24 marca rozpoczęto transport elementów pierwszej tarczy o imieniu Maria z terenu tzw. fabryki tubingów przy ul. Marywilskiej na teren budowy stacji Trocka. Na początku kwietnia pierwsza część maszyny została wprowadzona do podziemnego szybu startowego, zaś w połowie tamtego miesiąca trwał również montaż drugiej tarczy. 5 maja obydwie tarcze znajdowały się pod ziemią i rozpoczęto rozruch Marii. 13 i 14 maja natomiast na terenie stacji zorganizowano dni otwarte, w trakcie których zainteresowani mogli obejrzeć obydwie tarcze TBM.

## Lokalizacja

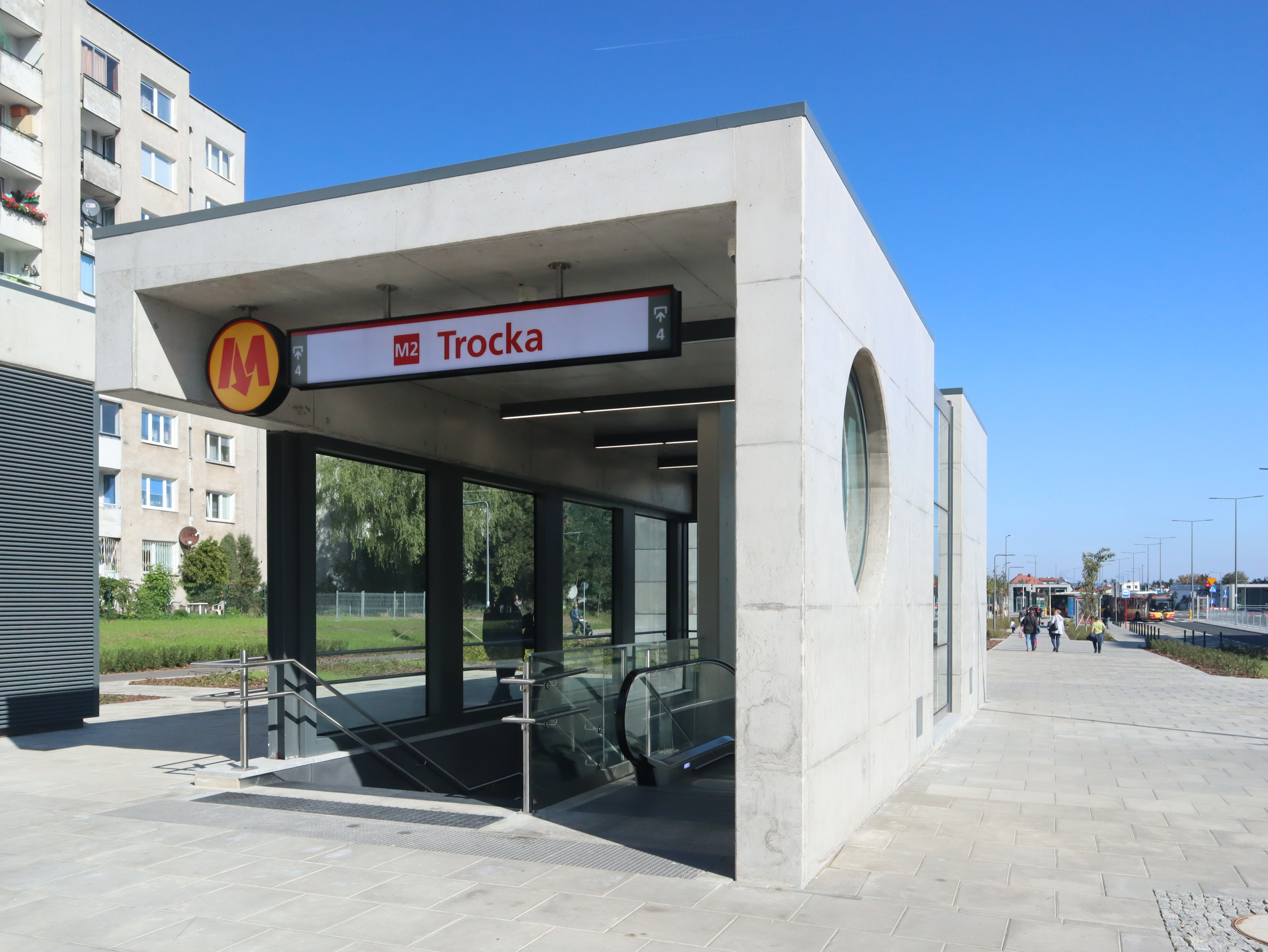
Wejście na stację

Stacja C18 Trocka jest stacją końcową 3,1-kilometrowego odcinka realizowanego w ramach rozbudowy „3+3”, który jest pierwszym etapem budowy odcinka wschodniego-północnego II linii warszawskiego metra. Jest zlokalizowana w dzielnicy Targówek, w okolicach skrzyżowania ulic Trockiej i Pratulińskiej.
Długość stacji wraz z torami odstawczymi wynosi 450 m, a kubatura całego obiektu 227 372 m³. Wentylatornia szlakowa V18 natomiast ma kubaturę 5267 m³.